# 第九交響曲魔咒

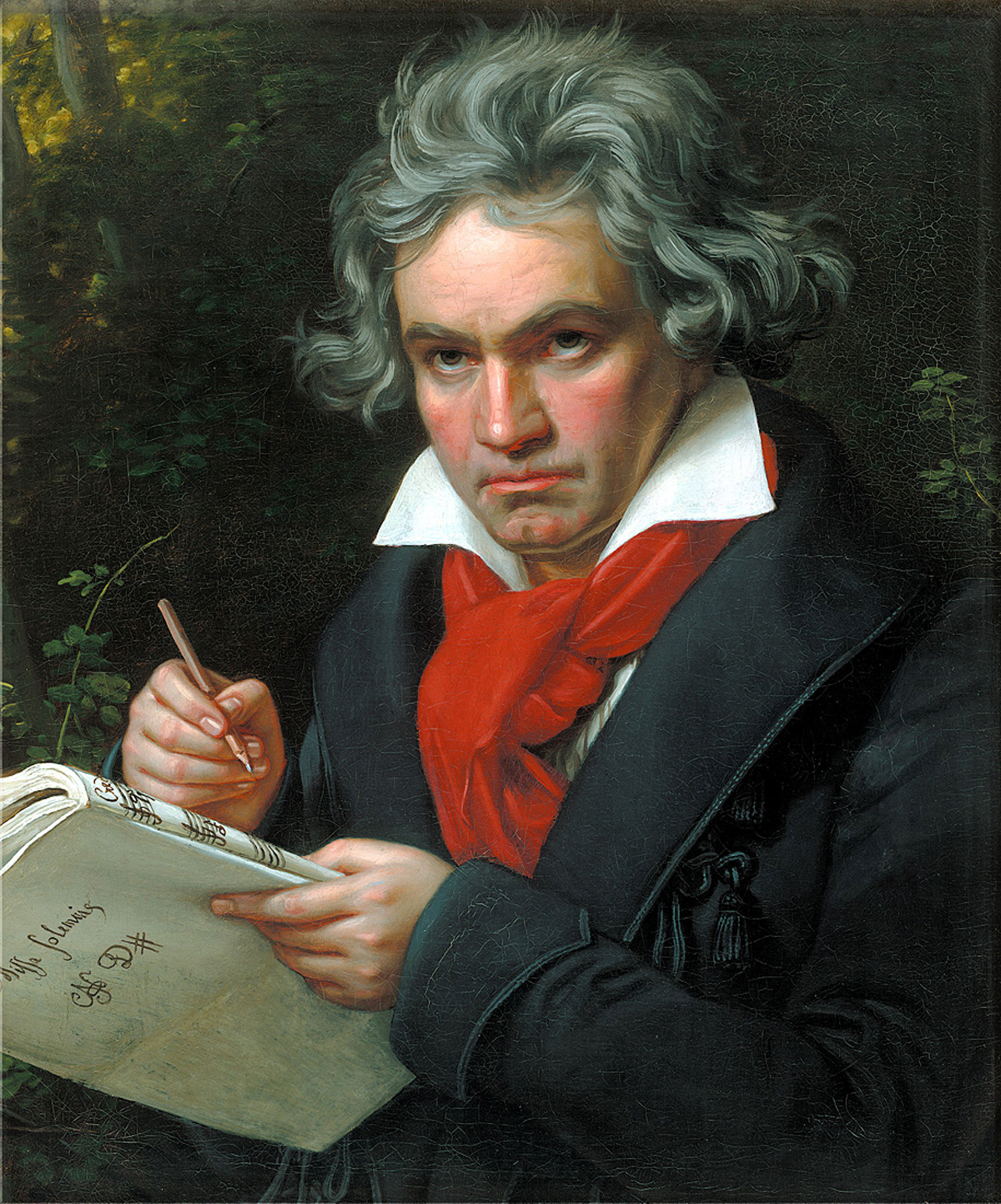
被視為因他而產生「第九交響曲魔咒」的貝多芬。

第九交響曲魔咒（英語：Curse of the ninth）是西方音樂界的一大迷信，主要是指在貝多芬之後的作曲家，都會因創作第九交響曲後不久便離世。不少作曲家因而對此十分忌愇，而不幸言中的受害者，往往都被冠以受魔咒所連累。

## 起源
這個迷信被認為是自奧地利作曲家馬勒開始。他在創作自己第九部交響作品《大地之歌》時，雖然副標題寫明是一首交響曲（Eine Symphonie für Tenor-Stimme, Contralt -Stimme und große Orchester），但是卻故意不將此編號。此舉不禁被人解讀成馬勒為了避免自己將步貝多芬後塵而逝世，才行此法。雖然馬勒認為此舉令他可以避過魔咒，但最終他還是中了詛咒，在寫完自己的第九交響曲後離逝，遺下未完成的第十交響曲片段的手稿。
阿诺德·勋伯格在一篇評論馬勒的文章，為這個魔咒留下了一個有趣的註腳：「對音樂家而言，第九（交響曲）似乎是個極限，任何嘗試跨越這個極限的人都必定會離世。這說明這世上有一股不應為我們所知的力量，至少是我們未有心理準備去了解的力量，阻止我們去寫我們的第十（交響曲）。那些完成了第九（交響曲）的（同行）已經與來世不遠了。」

## 其他中咒者
當時馬勒認為，在他以前中了這個咒的的作曲家只有貝多芬和他的老師布魯克納，另一個可能是較不出名的路易·施波尔，但現代發現施波爾生前未發表的一首交響曲而不能成立。而據稱布魯克納自己也受到這個魔咒的困擾，但不是由於自己所作的交響曲的編號，而是自己的第九交響曲與貝多芬同在d小調上。其實，布魯克納在創作第一交響曲之前，已經創作了兩首交響曲，分別是被他自己稱為「f小調實習交響曲」的「第零零號」，和他自己宣佈作廢的「d小調第零號交響曲」。
今天，不少人認為舒伯特和德弗札克皆是中咒者，因為二人的最後一首交響曲編號也都是「第九號」。但其實在馬勒的年代，沒有人認為他們是中咒者。這是由於當時德語地區對他們二人的交響曲編號排序，和今天其實大不相同。我們今天所謂的舒伯特《C大調第九交響曲「偉大」》當時被編號為「第七」；而德弗札克當時只有五首交響曲被發表，更早期的手稿當時被認為已經失傳，後來才被學者發現；因此今天的德弗札克的《e小調第九交響曲「自新世界」》，當時被編號為「第五」。
而在馬勒之後，庫特·阿特伯格、阿爾弗雷德·施尼特凱、罗杰·塞欣斯、雷夫·佛漢·威廉斯、埃貢·維雷茨和馬爾科姆·阿諾德都被視為中咒者。亞歷山大·格拉祖諾夫是云云中咒者最有趣的一個，他在完成他的d小調第九交響曲第一樂章後，直止26年後他離世時，他再也沒有將他的第九交響曲續寫下去。

## 安然無恙者
不過也有不少作曲家能夠擺脫這個魔咒所影響，當中最著名的當數俄國作曲家德米特里·肖斯塔科维奇。他在創作自己的第九交響樂曲時，據說蘇聯當局據說曾施壓與蕭氏，要他創作一部等同貝多芬第九交響曲的巨著讚頌斯大林治下的蘇聯。但蕭氏一反常態，將自己的第九交響曲譜寫成十分輕快，略帶諷刺意味的作品。蕭氏在這部交響曲的第三樂章，引用了貝多芬和馬勒的第九交響曲的部分樂章，並安排以巴松管奏出，諷刺意味濃厚。蕭氏為自己的第九交響樂安排了一個惡作劇式的結尾。而他自己一生總共創作了15首交響樂，加上他的名聲，成為最著名的作曲家。
其他知名度稍遜而又能創作超過9首交響曲的就更多，當中包括了：陳永華、朱踐耳、漢斯·維爾納·亨策、施波爾完成了自己的第十交響曲；埃德蒙·魯布拉和羅伯特·辛普森與拉夫都各有11首交響曲；海托爾·維拉-羅伯斯和大流士·米堯都作了12首交響曲；葛林·布蘭卡作了14首；阿兰·佩特森有17首；尼古拉·米亞斯科夫斯基有27首，哈維格·布萊恩有32首；阿蘭·霍夫哈奈斯創作了67首交響曲；美國作曲家路雲·泰勒（Rowan Taylor，1927年─2005年），則共創作了265首交響曲，曾經是創作交響曲數量最多的作曲家（雖然他絕大部份作品都無人所認識），但隨著芬蘭作曲家萊夫·賽格斯坦於2013年完成了第266號交響曲，這個紀錄便被打破了，直至2017年6月，他已經完成了315首交響曲。
另外有趣的是，破咒者中，陳永華、朱踐耳、亨策和魯布拉都與貝多芬一樣，在各自的第九交響曲中加入了合唱部分。